# 齊內瓦

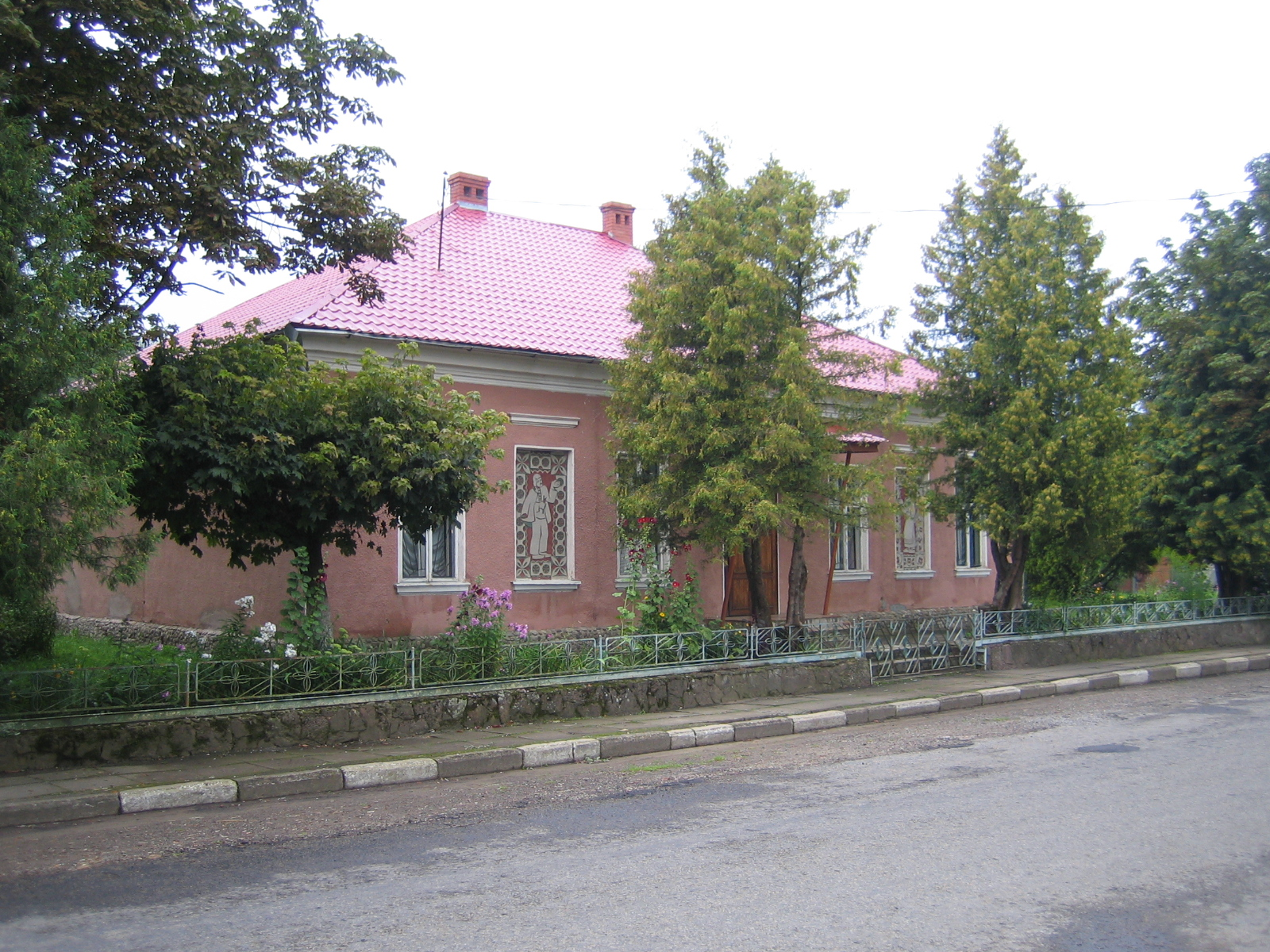

齊內瓦（羅馬化：Tsineva）是烏克蘭西部的村莊，隸屬伊萬諾-弗蘭科夫斯克州的卡盧什區。該村始建於1567年，面積18.2平方公里，2025年人口1,645，人口密度每平方公里90.5人。
48°53′42″N 24°9′26″E / 48.89500°N 24.15722°E